# فرودگاه میکولائیف
فرودگاه میکولائیف (به انگلیسی: Mykolaiv Airport) (به زبان بومی: Mizhnаrodnyi аеroport Mykolaiv) یک فرودگاه همگانی با کد یاتا NLV است . این فرودگاه در شهر میکولائیف کشور روسیه قرار دارد و در ارتفاع ۵۶ متری از سطح دریا واقع شده‌است.